# 천순 (원)
천순(天順, 1328년 9월 ~ 1328년 10월)은 원나라 천순제(天順帝) 라기바흐 칸의 연호이다. 2개월 가량 사용하였다.

## 개원
- 치화(致和) 원년 9월 1일[1](율리우스력 1328년 10월 4일)에 연호를 천순(天順)으로 개원함.[2][3][4][5]

- 천순(天順) 원년 10월 13일[6](율리우스력 1328년 11월 14일)에 천순제가 폐위 되면서, 천순 연호는 중지된다.[7][3][4][5]

## 연대 대조표
| 천순 | 서기(西紀) | 간지(干支) |
| 원년 | 1328년     | 무진(戊辰) |

## 동시대 연호

### 베트남
- 카이타이(開泰) (1324년 ~ 1329년)

### 일본
- 가랴쿠(嘉曆) (1326년 ~ 1329년)

## 같이 보기
- 다른 왕조의 같은 연호
  - 리 왕조(李朝) 티엔투언(天順, 1128년 ~ 1133년)
  - 명(明) 천순(天順, 1457년 ~ 1464년)

- 중국의 연호 목록